# Tour de Romandie 2017
71. ročník etapového cyklistického závodu Tour de Romandie se konal mezi 25. a 30. dubnem 2017 v Romandii, francouzsky mluvící části Švýcarska. Celkovým vítězem se stal Australan Richie Porte z týmu BMC Racing Team před druhým Simonem Yatesem (Orica–Scott) a třetím Primožem Rogličem (LottoNL–Jumbo).

## Týmy
Závodu se účastnilo všech 18 UCI WorldTeamů společně s jedním UCI ProTeamem. Každý z 19 týmů přijel s osmi jezdci, na start se tedy postavilo 152 jezdců. Do cíle v Lausanne dojelo 131 jezdců.
UCI WorldTeamy
- AG2R La Mondiale
- Astana
- Bahrain–Merida
- BMC Racing Team
- Bora–Hansgrohe
- Cannondale–Drapac
- FDJ
- LottoNL–Jumbo
- Lotto–Soudal
- Movistar Team
- Orica–Scott
- Quick-Step Floors
- Team Dimension Data
- Team Katusha–Alpecin
- Team Sky
- Team Sunweb
- Trek–Segafredo
- UAE Team Emirates

UCI Professional Continental týmy
- Wanty–Groupe Gobert

## Trasa a etapy
Trasa byla odhalena 10. prosince 2016. 2. etapa, která měla být původně 160,7 km dlouhá a měla začínat v Champéry, byla zkrácena kvůli sněhu.
| Etapa         | Datum         | Trasa               | Vzdálenost    | Typ       | Typ                  | Vítěz                  |
| ------------- | ------------- | ------------------- | ------------- | --------- | -------------------- | ---------------------- |
| P             | 25. dubna     | Aigle               | 4,8 km        |           | Prolog               | Fabio Felline (ITA)    |
| 1             | 26. dubna     | Aigle - Champéry    | 173,3 km      |           | Zvlněná etapa        | Michael Albasini (SUI) |
| 2             | 27. dubna     | Aigle - Bulle       | 136,5 km      |           | Horská etapa         | Stefan Küng (SUI)      |
| 3             | 28. dubna     | Payerne - Payerne   | 187 km        |           | Rovinatá etapa       | Elia Viviani (ITA)     |
| 4             | 29. dubna     | Domdidier - Leysin  | 163,5 km      |           | Horská etapa         | Simon Yates (GBR)      |
| 5             | 30. dubna     | Lausanne - Lausanne | 17,88 km      |           | Individuální časovka | Primož Roglič (SLO)    |
| Celková délka | Celková délka | Celková délka       | Celková délka | 682,98 km | 682,98 km            | 682,98 km              |

## Průběžné pořadí
| Etapa          | Vítěz            | Celkové pořadí | Bodovací soutěž | Vrchařská soutěž | Soutěž mladých jezdců | Cena bojovnosti | Soutěž týmů   |
| -------------- | ---------------- | -------------- | --------------- | ---------------- | --------------------- | --------------- | ------------- |
| P              | Fabio Felline    | Fabio Felline  | Fabio Felline   | neuděleno        | Alex Edmondson        | neuděleno       | Movistar Team |
| 1              | Michael Albasini | Fabio Felline  | Fabio Felline   | Simon Yates      | Maximilian Schachmann | Sander Armée    | Movistar Team |
| 2              | Stefan Küng      | Fabio Felline  | Stefan Küng     | Sander Armée     | Maximilian Schachmann | Stefan Küng     | Movistar Team |
| 3              | Elia Viviani     | Fabio Felline  | Stefan Küng     | Sander Armée     | Maximilian Schachmann | Thomas De Gendt | Movistar Team |
| 4              | Simon Yates      | Simon Yates    | Stefan Küng     | Sander Armée     | Pierre Latour         | Sander Armée    | Orica–Scott   |
| 5              | Primož Roglič    | Richie Porte   | Stefan Küng     | Sander Armée     | Pierre Latour         | neuděleno       | Movistar Team |
| Konečné pořadí | Konečné pořadí   | Richie Porte   | Stefan Küng     | Sander Armée     | Pierre Latour         | neuděleno       | Movistar Team |

## Konečné pořadí
| Legenda | Legenda                           | Legenda | Legenda                                 |
| ------- | --------------------------------- | ------- | --------------------------------------- |
|         | Označuje vítěze celkového pořadí. |         | Označuje vítěze soutěže mladých jezdců. |
|         | Označuje vítěze bodovací soutěže. |         | Označuje vítěze vrchařské soutěže.      |

### Celkové pořadí
| Pořadí | Jezdec             | Tým               | Čas         |
| ------ | ------------------ | ----------------- | ----------- |
| 1      | Richie Porte       | BMC Racing Team   | 17h 16’ 00” |
| 2      | Simon Yates        | Orica–Scott       | + 21”       |
| 3      | Primož Roglič      | LottoNL–Jumbo     | + 26”       |
| 4      | Fabio Felline      | Trek–Segafredo    | + 51”       |
| 5      | Jon Izagirre       | Bahrain–Merida    | + 1’ 03”    |
| 6      | Tejay van Garderen | BMC Racing Team   | + 1’ 16”    |
| 7      | Wilco Kelderman    | Team Sunweb       | + 1’ 21”    |
| 8      | Bob Jungels        | Quick-Step Floors | + 1’ 22”    |
| 9      | Jesús Herrada      | Movistar Team     | + 1’ 22”    |
| 10     | Emanuel Buchmann   | Bora–Hansgrohe    | + 1’ 24”    |

### Bodovací soutěž
| Pořadí | Jezdec             | Tým               | Body |
| ------ | ------------------ | ----------------- | ---- |
| 1      | Stefan Küng        | BMC Racing Team   | 66   |
| 2      | Fabio Felline      | Trek–Segafredo    | 65   |
| 3      | Alexander Edmonson | Orica–Scott       | 58   |
| 4      | Primož Roglič      | LottoNL–Jumbo     | 51   |
| 5      | Richie Porte       | BMC Racing Team   | 50   |
| 6      | Sonny Colbrelli    | Bahrain–Merida    | 50   |
| 7      | Diego Ulissi       | UAE Team Emirates | 48   |
| 8      | Tejay van Garderen | BMC Racing Team   | 41   |
| 9      | Alex Dowsett       | Movistar Team     | 40   |
| 10     | Simon Yates        | Orica–Scott       | 35   |

### Vrchařská soutěž
| Pořadí | Jezdec           | Tým                 | Body |
| ------ | ---------------- | ------------------- | ---- |
| 1      | Sander Armée     | Lotto–Soudal        | 67   |
| 2      | Simon Yates      | Orica–Scott         | 50   |
| 3      | Mikaël Cherel    | AG2R La Mondiale    | 22   |
| 4      | Simon Clarke     | Cannondale–Drapac   | 19   |
| 5      | Richie Porte     | BMC Racing Team     | 16   |
| 6      | Diego Ulissi     | UAE Team Emirates   | 16   |
| 7      | Thomas De Gendt  | Lotto–Soudal        | 15   |
| 8      | Mekseb Debesay   | Team Dimension Data | 13   |
| 9      | Emanuel Buchmann | Bora–Hansgrohe      | 12   |
| 10     | David Gaudu      | FDJ                 | 12   |

### Soutěž mladých jezdců
| Pořadí | Jezdec                | Tým                  | Čas         |
| ------ | --------------------- | -------------------- | ----------- |
| 1      | Pierre Latour         | AG2R La Mondiale     | 17h 17’ 44” |
| 2      | Maximilian Schachmann | Quick-Step Floors    | + 14”       |
| 3      | Jack Haig             | Orica–Scott          | + 36”       |
| 4      | Richard Carapaz       | Movistar Team        | + 1’ 32”    |
| 5      | David Gaudu           | FDJ                  | + 1’ 34”    |
| 6      | Anass Ait El Abdia    | UAE Team Emirates    | + 1’ 35”    |
| 7      | Merhawi Kudus         | Team Dimension Data  | + 2’ 14”    |
| 8      | Guillaume Martin      | Wanty–Groupe Gobert  | + 2’ 42”    |
| 9      | James Shaw            | Lotto–Soudal         | + 7’ 35”    |
| 10     | Matvey Mamykin        | Team Katusha–Alpecin | + 11’ 55”   |

### Soutěž týmů
| Pořadí | Tým                  | Čas         |
| ------ | -------------------- | ----------- |
| 1      | Movistar Team        | 51h 51’ 49” |
| 2      | Orica–Scott          | + 5”        |
| 3      | Quick-Step Floors    | + 1’ 13”    |
| 4      | BMC Racing Team      | + 1’ 53”    |
| 5      | Team Katusha–Alpecin | + 2’ 59”    |
| 6      | AG2R La Mondiale     | + 3’ 04”    |
| 7      | UAE Team Emirates    | + 3’ 08”    |
| 8      | Trek–Segafredo       | + 4’ 48”    |
| 9      | Bahrain–Merida       | + 4’ 57”    |
| 10     | LottoNL–Jumbo        | + 5’ 42”    |